# Předsíň

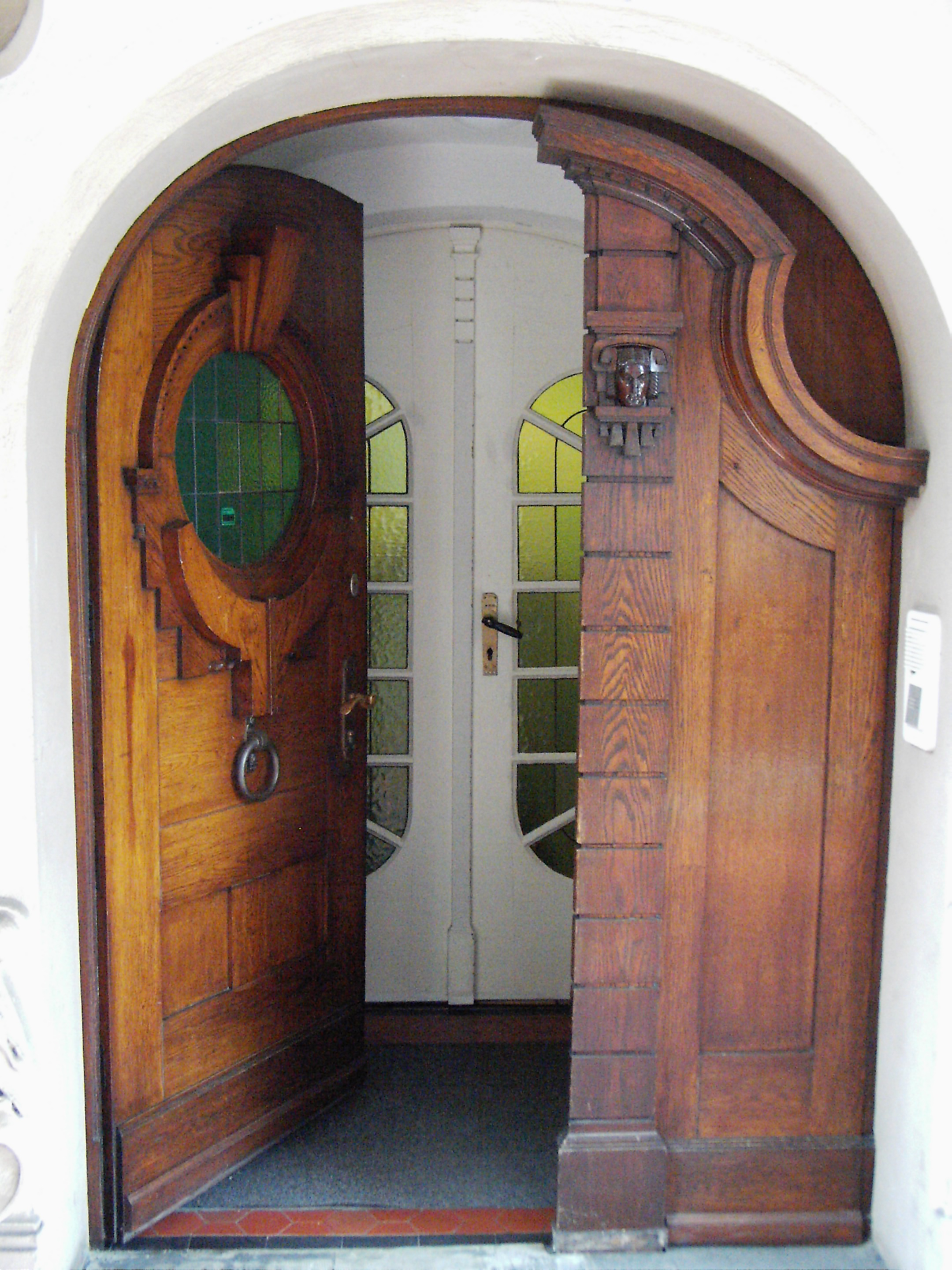
Předsíň za vstupními dveřmi

Předsíň je prostor v domě nebo bytě, který se nachází přímo za vstupními dveřmi, z něhož se pak vstupuje do dalších místností. V předsíni se obvykle nachází věšák, na nějž se při vstupu odkládá svrchní oděv (kabát nebo bunda), popřípadě také botník, případně jiný nábytek. Do předsíně patří také různé předsíňové doplňky jako zrcadla nebo rohožky. Předsíň bývá většinou poměrně malá, větší předsíň (zejména ve veřejných budovách) se někdy označuje jako vestibul.